# Zythos rubescens
Zythos rubescens là một loài bướm đêm trong họ Geometridae.